# Memorandum der Siebenbürgischen Rumänen

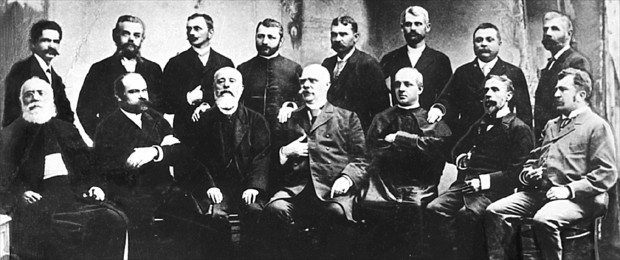
Gruppe der Unterzeichner, die 1894 beim Memorandumprozess in Klausenburg angeklagt wurden. Vorn in der Mitte der Vorsitzende Ioan Rațiu

Das Memorandum der Siebenbürgischen Rumänen (rumänisch Memorandumul Transilvaniei) ist eine 1892 von Vertretern der Rumänischen Nationalpartei Siebenbürgens verfasste Beschwerde- und Bittschrift, die die mangelnden politischen und kulturellen Rechte der Rumänen im Königreich Ungarn anprangerte. Hintergrund war die Politik der Magyarisierung der verschiedenen Sprach- und Volksgruppen in der ungarischen Reichshälfte Österreich-Ungarns. Die Erklärung sollte im Juni 1892 in Wien an Kaiser Franz Joseph I. übergeben werden, wovon sich die Unterzeichner dessen Hilfe und Aufmerksamkeit für ihr Anliegen erhofften. Die Delegation unter dem Vorsitz von Ioan Rațiu wurde jedoch nicht vom Kaiser empfangen. Da die Aktion vom ungarischen Staat als gefährliche Subversion betrachtet wurde, mussten sich die politisch Verantwortlichen später vor Gericht verantworten. Dem Memorandum und seinen Nachwirkungen wird oft eine große Bedeutung für die Geschichte des rumänischen Nationalismus und die langsame politische Hinwendung vieler siebenbürgischer Rumänen zum Irredentismus zugeschrieben. 

## Hintergrund und Verlauf
Siebenbürgen hatte durch den österreichisch-ungarischen Ausgleich von 1867 seine Autonomie verloren und wurde Teil des zentralistisch regierten Königreichs Ungarn. Die mehrheitlich rumänische Bevölkerung Siebenbürgens sah sich nun in vielen Bereichen den Entscheidungen der Budapester Regierung ausgeliefert, welche von Magyaren dominiert wurde. Gleichzeitig wurde vor allem unter dem Ministerpräsidenten Kálmán Tisza eine Politik der Magyarisierung verfolgt, welche eine Assimilation der Minderheiten zum Ziel hatte. Politisch wurden die rumänischsprachigen Bürger Ungarns durch die Rumänische Nationalpartei vertreten, welche von Flügelkämpfen geprägt war. Die Partei setzte sich jedoch größtenteils für eine siebenbürgische Autonomie, nicht für einen Austritt aus der Habsburgermonarchie oder gar einen „Anschluss“ an das benachbarte Königreich Rumänien an. 1892 sammelten sich schließlich führende Mitglieder der Nationalpartei, um eine Bittschrift direkt an Kaiser Franz-Josef zu richten. Im Memorandum selbst wird eine generelle Entrechtung und Demütigung der rumänischsprachigen Bevölkerung Ungarns kritisiert, konkret übte man etwa scharfe Kritik an der minderheitenfeindlichen Sprach- und Schulpolitik, der diskriminierenden Wahlkreiseinteilung oder der schlechten Stellung rumänischer Bauern gegenüber magyarischen Grundherren. Kern des Dokuments war die Ablehnung der Einverleibung Siebenbürgens in das Königreich Ungarn und die Forderung nach deren Rücknahme. Das Memorandum sollte in Wien an den Kaiser übergeben werden, um ihn zum Einschreiten zugunsten seiner rumänischsprachigen Untertanen zu bewegen. Darin lag die Brisanz, dass dem ungarischen Selbstverständnis nach  der „Doppelmonarch“ Franz-Josef nur als König in Budapest, nicht als Kaiser in Wien für ungarische Angelegenheiten zuständig war. Um einen Eklat zu verhindern, wurde die rumänische Delegation in Wien nicht empfangen. Der Verfassungslogik des Habsburgerreiches hätten die Bittsteller ihr Memorandum nur innerhalb Ungarns an den Monarchen richten dürfen. Folgerichtig betrachteten einige ungarische Politiker die Aktion als Verrat. Auch die ungarische Presse skandalisierte die Aktion als einen Angriff auf die Souveränität des Königreiches. Während die Reaktion der Budapester Regierung zunächst noch gemäßigt ausfiel, wendete sich das Kabinett im Klima der nationalistischen Erregung und der scharfen Rhetorik der Opposition einer härteren Haltung zu. Da die ungarische Staatsanwaltschaft die Verbreitung des Textes als staatsfeindliche Hetze einstufte, kam es in Klausenburg (Cluj-Napoca) zu einem stark skandalisierten Prozess gegen die Unterzeichner, unter anderem den Parteivorsitzenden Ioan Ratiu, den Agronomen Eugen Brote, welcher das Dokument gedruckt hatte, oder den Bischof Vasile Lucaciu. Während im Königreich Rumänien zahlreiche Solidaritätsdemonstrationen für die Angeklagten stattfanden, äußerten auch in anderen Staaten verschiedene Stellen Sympathien für die Sache der „Memorandisten.“ In den meisten europäischen Staaten erschienen positive Presseberichte, in Frankreich und Italien kam es ebenfalls zu Kundgebungen. Die Angeklagten wurden größtenteils zu Haftstrafen verurteilt, jedoch nach einigen Monaten als Zeichen der Versöhnung vom Monarchen begnadigt, wofür sich auch der rumänische König Karl eingesetzt hatte. Der Rumänischen Nationalpartei wurden im Anschluss sämtliche Aktivitäten vom ungarischen Staat verboten. In der heute rumänischen Stadt Cluj-Napoca erinnert heute ein Denkmal auf dem Memorandumsplatz (Piața Memorandumului) an die Bewegung und den Prozess.